# George Boole
George Boole (n. 2 noiembrie 1815 la Lincoln - d. 8 decembrie 1864 la Ballintemple, Cork) a fost matematician, logician și filozof britanic. A fost creatorul logicii matematice moderne, al algebrei booleene, care, mai târziu, va sta la baza informaticii și a realizării computerului.

## Biografie
Încă de mic a dovedit înclinații către matematică.
De la tatăl său, John Boole (1779 - 1848), comerciant cu posibilități financiare limitate, a însușit primele noțiuni de matematică.
Este profesor la școlile de la Lincoln, apoi de la Waddington, iar din 1849 predă matematica la Queen's College din Cork (devenit ulterior University College Cork). Aici se concretizează pe deplin talentul și capacitățile sale.
În 1855 se căsătorește cu Mary Everest, nepoata geografului George Everest.
A fost membru al Academiei de Științe din Sankt Petersburg și a mai multor societăți de știință.

## Contribuții
George Boole pune bazele a ceea ce ulterior se va numi algebră booleană, dezvoltând un nou tip de logică, logica matematică.
A introdus o clasă specială de latici, ceea ce a constituit începutul a ceea ce ulterior va fi denumit algebră booleană.
Prin reducerea la un simbolism logic, Booole a creat o algebră ușor de înțeles (algebră logică, booleană), care cuprinde calculul claselor, calculul propozițiilor și calculul relațiilor și care deci cuprinde codificarea gândirii corecte.
Boole a stabilit 7 axiome și prin aceasta a dat logicii matematice un domeniu științific autonom, care are numeroase și variate aplicații și joacă un rol important în teoria circuitelor electronice.
George Boole s-a mai ocupat și de sistemele hipercomplexe generale.

### Scrieri
- 1847: Mathematical Analysis of Logic
- 1852: Studies in Logic and Probability
- 1854: An Investigation into the Laws of Thought, on which are Founded the Mathematical Theories of Logic and Probabilities
- 1859: Treatise on Differential Equations
- 1860: Treatise on the Calculus of Finite Differences

## Apreciere și recunoaștere
Biblioteca instituției University College Cork îi poartă numele.
Există și un crater lunar care este numit Boole.
Lucrările lui Boole au constituit și o preocupare importantă a matematicienilor români: Octav Onicescu, D. V. Ionescu (1958), Dan Barbilian (1936), Adolf Haimovici (1961), Mihail Benado (1960), S. Rudeanu (1963).